# Карла Овербек
Карла Верден Овербек (англ. Carla Werden Overbeck; нар. 9 травня 1968, Пасадена (Каліфорнія), США) — американська футболістка, захисниця, багаторічна гравчиня та капітан жіночої збірної США. На даний час жопомогає тренувати жіночу футбольну команду Університету Дюка (з 1992 року), зокрема працює, переважно, з захисною ланкою команди. У 2006 році включена до Національної зали слави сокеру.

## Кар'єра гравчині

### Ранні роки
Футболом розпочала займатися з 11-річного віку виступаючи за футбольну команду «Даллас Стінг», разом з якою виграла два національні чемпіонати.

### Коледж
З 1986 по 1989 рік виступала за футбольну команду Університету Північної Кароліни в Чапел-Хілл, в кожному з яких вигравала жіночий чемпіонат США з футболу серед університетських команд. За час виступів на позиції центрального захисника команди «Тар-Гілс» команда мала безпрограшну серію з 95 матчів (89–0–6).
Чотири рази входила до збірної чемпіонату США та двічі до Команди всіх зірок чемпіонату США. Окрім цього, вона була членом Всеамериканської збірної першокурсниць футбольної Америки 1986 року та була Найкращим захисником чемпіонату США 1988 року.
6 травня 2006 року Овербек викликаний до Національного залу слави футболу і був прихильником спортивної зали слави Сполучених Штатів 2010 року.
З 2001 по 2002 рік Овербек грав за «Кароліну Кураж» у WUSA, першій професіональній футбольній лізі для жінок у США. Також перебувала в керівництві WUSA. У серпні 2002 року, завдяки голоу в овертаймі матчі півфіналу Кубку засновників WUSA II допомогли «Кураж» вийти до фіналу змагання, проти «Вашингтон Фрідом», яку очолювали Міа Гемм та Еббі Вамбах.

### Клубна
Овербек виступала за «Релей Вінгс» В-Ліги 1998 року й допоміг команді закінчити з 14-ма перемогами завоювати чемпіонський титул. «Кароліна» перемогла «Свободу» з рахунком 3:2 і здобула чемпіонський титул 24 серпня 2002 року.

### Кар'єра в збірній
Вперше Карла Овербек зіграла за збірною США 1 червня 1988 року та залишалася гравчинею збірної, яка виграла перший в історії Чемпіонат світу з футболу серед жінок у 1991 році. Граючи на позиції центрального захисника, вона керувала захистом, який пропустив п'ять м'ячів у шести матчах.
Одна з двох гравчинь, які відіграли всі матчі від початку до кінця на чемпіонаті світу 1995, Літніх Олімпійських іграх 1996 та чемпіонаті світу 1999 року. У 1998 році стала капітаном національної збірної, яка виграла перші в історії Ігри доброї волі.
Карла закінчила міжнародну кар'єру по завершенні літніх Олімпійських ігор 2000 року, закінчивши свою кар'єру зі 168-ма зіграними матчами.

## Кар'єра тренера
Працює помічником тренера жіночої футбольної команди Університету Дюка з 1992 року.

## Висвітлення в ЗМІ
Карла Овербек з'явилася разом зі своїми партнерками по збірній на обкладинці видання Sports Illustrated від 20 грудня 1999 року. Знялася у фільмі «Смій мріяти: історія жіночої команди США з футболу» у 2007 році.
Представлена в серії ESPN Nine for IX в епізоді «90-ті роки».

## Особисте життя
Народившись в Пасадені, Каліфорнія, Карла виросла у Річардсоні, штат Техас, передмісті Далласа, де вона відвідувала місцеву середню школу. Закінчила Університет Північної Кароліни в Чапел-Гілл за спеціальністю психолог в 1990 році. Наприкінці 1999 року у Овербек діагностували хворобу Грейвса. У грудні 2009 року вона стала офіційним речником Instaflex. У Карли та її чоловіка Грега Овербека є син Джексон і дочка Карсон Елізабет.

## Досягнення

### Індивідуальні
- Потрапляння до Національної зали сокеру, 2006[14]
- Включення до Національної спортивної зали слави Північної Кароліни, 2010 рік[15]

### Командні
- Ілюстровані спортсмени року, грудень 1999 року
- Кубок засновників WUSA II, 2002